# Alluaudiopsis
Alluaudiopsis es un género de plantas con flores de la familia  Didiereaceae que consta de 2 especies aceptadas.

## Descripción
Las especies de este género son arbustos y árboles con hojas espinosas y suculentas, con tallos acumuladores de agua y hojas caducifolias en la estación seca. Algunas especies se desarrollan diferente en su juventud hasta que se desarrolla el tallo dominante.

## Distribución
Es endémico del sur y sudeste de Madagascar, donde forman un componente importante de los bosques espinosos. 

## Taxonomía
El género Alluaudiopsis fue descrito por los botánicos franceses Jean-Henri Humbert y Pierre Choux y publicado por primera vez en la revista científica Comptes Rendus Hebdomadaires des Séances de l'Academie des Sciences 199: 1651 en 1934.

Etimología
Alluaudiopsis: nombre genérico que tiene la terminación griega opsis  y que significa 'similar', por lo que se traduce como 'similar al género Alluaudia', el cual forma parte de la misma familia.

## Especies aceptadas
Actualmente, el género Alluaudiopsis consta de 2 especies aceptadas según la Plants of the World Online (POWO):
| Imagen | Nombre científico                          | Distribución                    |
| ------ | ------------------------------------------ | ------------------------------- |
|        | Alluaudiopsis fiherenensis Humbert & Choux | Madagascar (cerca de Tulear)    |
|        | Alluaudiopsis marnieriana Rauh             | Madagascar (al norte de Tulear) |